# Пік її слави (фільм, 1911)
Пік її слави (англ. Her Crowning Glory) — американська короткометражна кінокомедія режисера Лоуренса Трімбла 1911 року.

## Сюжет
Вдівець закохується в гувернантку своєї дочки, що призводить до незадоволення дитини і її годувальниці.

## У ролях
- Джон Банні — Мортімер Банні
- Флора Фінч — гувернантка
- Хелен Костелло — Хелен — дочка
- Кейт Прайс — Амелія — сестра Мортімера
- Мей Костільо — годувальниця
- Едіт Галлеран — прислуга